# Роберт Ліст
Роберт Френк Ліст (англ. Robert Frank List; нар. 1 вересня 1936, Вісейлія, Каліфорнія) — американський політик-республіканець, губернатор штату Невада з 1979 по 1983.
Ліст виріс у Ексетері, штат Каліфорнія. Він закінчив Університет штату Юта, а потім продовжив навчання у Юридичному коледжі Гейстінгса Університету Каліфорнії у Сан-Франциско, де він отримав ступені доктора права і доктора юридичних наук. Працював окружним прокурором у Карсон-Сіті, штат Невада, з 1966 по 1970, а з 1970 по 1979 був генеральним прокурором Невади.
Є генеральним директором Robert List Company, яка спеціалізується на консультуванні державних органів, зокрема, з питань енергетики. Роберт Ліст одружений вдруге, має чотирьох дітей.